# 冨士教
冨士教（ふじきょう）とは、富士講の開祖藤原角行の系統に属する宗教法人。村上光清に連なる系統（いわゆる光清派）を称し、東京では断絶した富士御法家の跡を継いでいる。信徒数は2000名弱。

## 概要
冨士教は、富士講信仰（富士信仰）において、角行から村上光清に連なる系統（御法家）に属し、現在は静岡県御殿場市を拠点にしている。第19代藤原之覚法（ふじわらのかくほう）が管長だったが、2009年（平成21年）に第20代の管長が就任した。
冨士教は他の富士講信仰と同様に富士山を信仰の対象としているが、角行及びその直系の8代までが教えを記した「御巻き」という文書（御法家としての秘宝であるという）を保管しており、角行の直系の教えを教義としている点に最大の特徴がある。
冨士教の紋は「富士山」と「藤」が組み合わされたものである。「藤」は「富士」に通じるほか、角行の姓である「藤原」にも通じるもので、この紋が角行の直系であることを示しているという指摘がある。なお、この紋は中央に十字架のようなものがみえるため、キリスト教との関連を疑われたこともあるという。
冨士教は毎年、角行が亡くなった6月3日に供養祭を開催している。2010年6月3日には角行の富士山での修行開始後450年を記念して「450年記念大祭」が、角行が修行したとされる静岡県富士宮市の人穴及び人穴浅間神社（人穴富士講遺跡）で開催された。

## 歴代管長（御法家）
- 第十九代御法家 藤原之覚法
- 第二十代御法家 勝間田覚法